# Sparkassen-Erzgebirgsstadion
El Sparkassen-Erzgebirgsstadion se ubica en Aue, en el estado federado de Sajonia, en Alemania. Su equipo es el FC Erzgebirge Aue, club que jugará en la tercera división de fútbol de Alemania.

## Historia

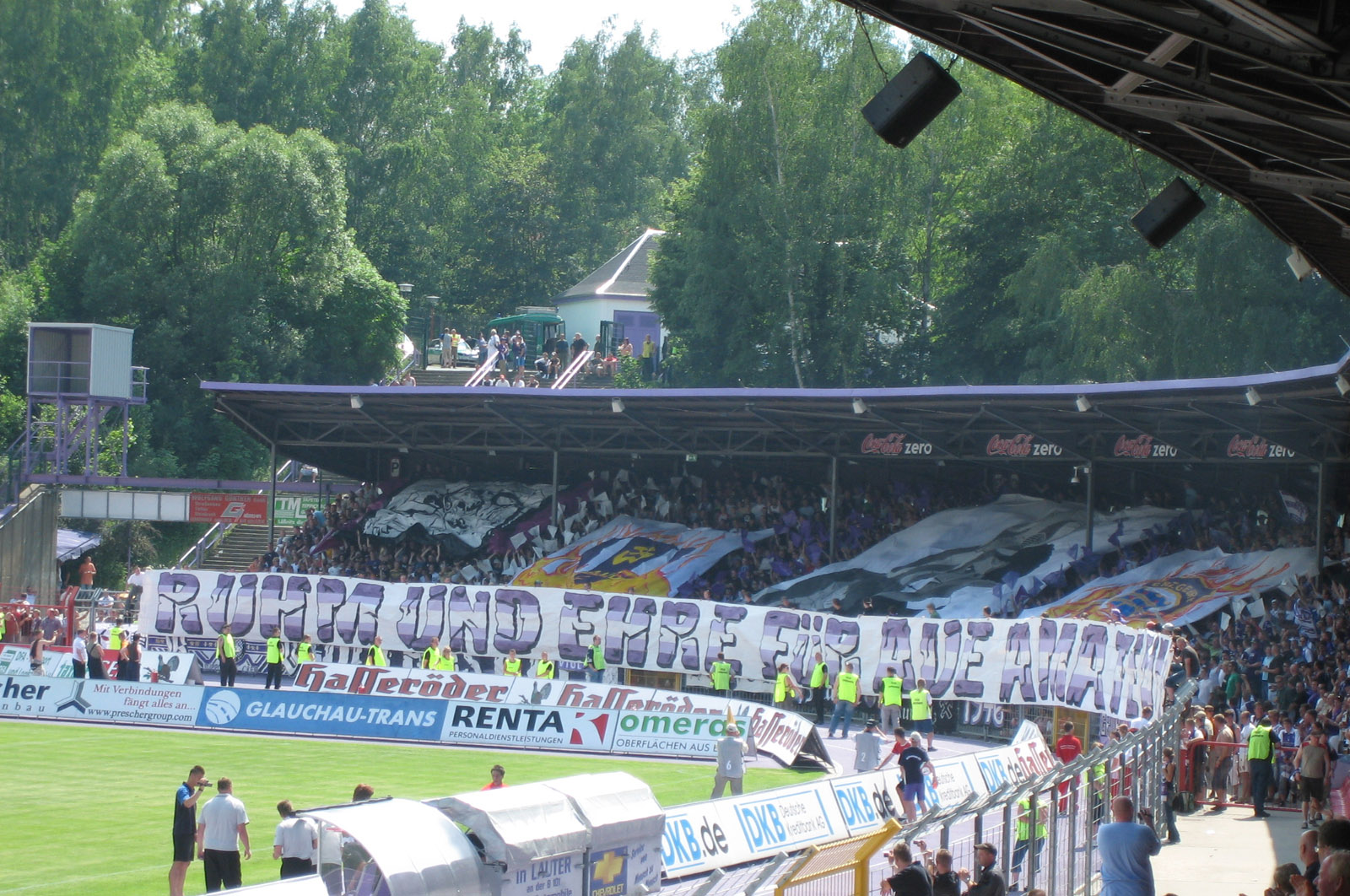
Coreografía de los aficionados del Aue.

El estadio fue inaugurado como Estadio Municipal en Lößnitztal, al pie de la montaña Zeller el 27 de mayo de 1928, y se utilizó para practicar varios deportes. Durante la posguerra en Alemania, el estadio solo podía utilizarse de forma muy limitada, ya que las unidades del Ejército Rojo lo utilizaban para entrenamientos y competiciones. A partir de 1949, la empresa operadora de la planta fue SDAG Wismut, ahora el mayor empleador de la región.
En 1950 se construyó en sólo cuatro meses un nuevo estadio en el lugar del antiguo estadio, que ya no podía satisfacer las crecientes necesidades. El estadio Otto Grotewohl fue inaugurado el 20 de agosto de 1950 en presencia del primer ministro del mismo nombre de la RDA, Otto Grotewohl, con un partido amistoso contra el SV Dessau, que acabó en empate (3-3). El estadio tenía 22.000 asientos y lugares de competición para atletas de atletismo, nadadores y jugadores de pelota. En 1958, cuando el estadio era la sede del entonces exitoso SC Wismut Karl-Marx-Stadt, se llevaron a cabo nuevas renovaciones que, entre otras cosas, aumentaron la capacidad a 25.000 espectadores.
De 1986 a 1992, el estadio fue totalmente restaurado y modernizado, de modo que ahora también cumple con los estándares internacionales. El 13 de octubre de 1989 tuvo lugar el estreno del nuevo sistema de iluminación ante 26.000 espectadores en el partido de la Oberliga contra el 1. FC Magdeburg, que se saldó con un empate a cero.
En octubre de 1991, el Treuhandanstalt transfirió el terreno del estadio, que hasta entonces era propiedad de SDAG Wismut, al entonces distrito de Aue. El 26 de noviembre de 1991 se cambió el nombre a Erzgebirgsstadion. En 2004 se llevaron a cabo más trabajos de mejora. La pista de atletismo recibió una nueva superficie pintada con el color violeta característico del club. También se instaló calefacción en el césped, por debajo del campo de juego. Igualmente, se instaló un videowall tomado del Parkstadion del FC Schalke 04. La recta trasera del estadio fue reconstruida y techada durante las vacaciones de verano de 2010. La capacidad asciende actualmente a 15 690 espectadores, de los cuales 9390 pueden estar sentados asientos y 6300, de pie. Los asientos están cubiertos
Como parte de la asociación entre el FC Erzgebirge Aue y el Sparkassen Aue-Schwarzenberg, Erzgebirge y Mittleres Erzgebirge, con sede en Erzgebirge, la instalación pasó a llamarse oficialmente Sparkassen-Erzgebirgsstadion el 16 de marzo de 2011. El club recibió medio millón de euros anualmente hasta 2020. En la temporada 2016/17 el contrato de patrocinio con la Erzgebirgssparkasse se prorrogó hasta 2023.  Este contrato no incluye los derechos sobre el nombre del estadio , por lo que desde la temporada 2017/18 el estadio vuelve a llamarse Erzgebirgsstadion.

## Panorámica

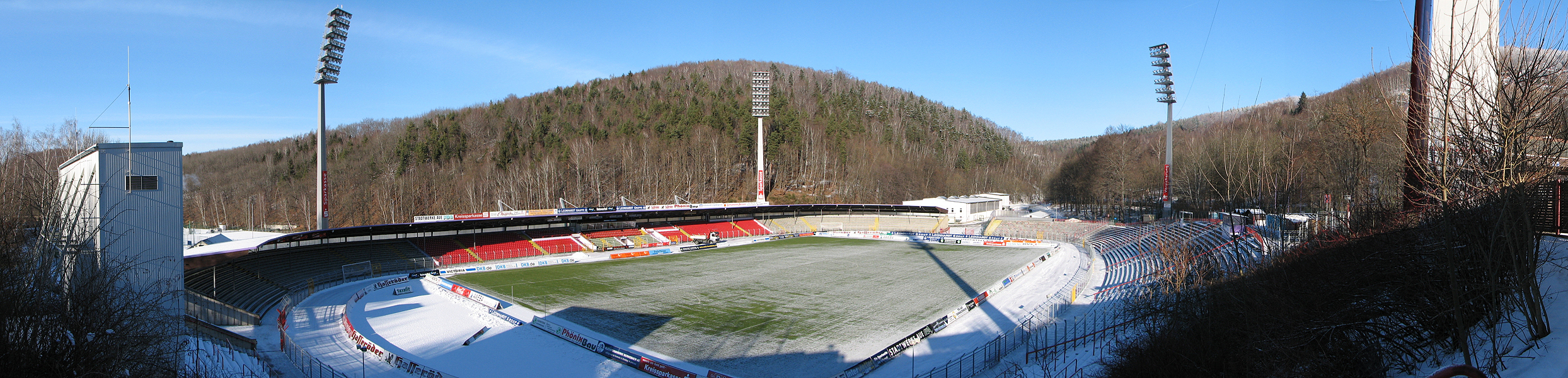
El estadio en enero de 2007.